# 原毅人
原 毅人 （はら たかと、1988年3月4日 - ）は、日本のバスケットボール選手である。

## 来歴
1988年、神奈川県横浜市に生まれる。東海大相模高校3年次に2005年インターハイに出場し2回戦まで進んだ。
高校卒業後は東海大学に進学し、大学卒業とともに一旦選手生活から離れアメリカに渡り、ワシントン州立大学バスケットボール部のマネージャー職に就いた。しかし、選手としてプレイしたいという希望が再び湧き選手生活に復帰し、帰国後はストリートボールのSOMECITY、HOOPERSなどでプレイし、2012年には3×3日本代表として、ロシアで行われたFIBA 3×3World Tourに出場した。
またニッポン・トルネードに加わりアメリカ・IBLで戦った。
2013年のbjリーグドラフト会議において、青森ワッツに指名され入団する。背番号は4であった。スピードと判断力に加え英語に堪能である点も評価されての指名であった。しかし11月、練習中に膝半月板を損傷し、長期離脱を余儀なくされた。シーズン終盤の2014年4月に復帰したものの、試合出場は8試合に留まった。シーズン終了後、青森は原との契約を更新せず、原は埼玉ブロンコスに移籍した。
2014-15シーズン、原は47試合に出場し、1試合平均3.9得点、1.1アシストを記録した。ブロンコスはレギュラーシーズン6勝46敗、東地区12チーム中11位でシーズンを終えた。
2015-16シーズンはbjリーグ西地区の大分・愛媛ヒートデビルズに移籍。原は25試合の先発出場を含む49試合に出場し、6.9得点、2.3アシストをあげた。チームは16勝34敗の10位に終わり、プレイオフ進出はならなかった。シーズン終了後、原は契約を解除し、出身地にある横浜ビー・コルセアーズのアカデミーコーチに転身した。

## 成績
| シーズン | チーム | GP | GS | MPG  | FG%  | 3P%  | FT%   | RPG | APG | SPG | BPG | TO  | PPG |
| -------- | ------ | -- | -- | ---- | ---- | ---- | ----- | --- | --- | --- | --- | --- | --- |
| 2013-14  | 青森   | 8  | 0  | 8.9  | 13.3 | 0.0  | 100.0 | 0.9 | 1.0 | 0.4 | 0.0 | 0.6 | 2.0 |
| 2014-15  | 埼玉   | 47 | 14 | 13.5 | 34.4 | 31.0 | 60.0  | 1.2 | 1.1 | 0.4 | 0.0 | 0.9 | 3.9 |
| 2015-16  | 大分   | 49 | 25 | 21.3 | 41.4 | 35.5 | 80.8  | 1.2 | 2.3 | 0.7 | 0.1 | 1.5 | 6.9 |